# Paul Morley
Paul Morley (né le 26 mars 1957 à Farnham (Surrey), en Angleterre) est un journaliste musical et musicien anglais, membre fondateur du groupe Art of Noise.

## Aperçu biographique
Paul Morley écrit pour le New Musical Express (NME) de 1977 à 1983, c'est-à-dire pendant l'une des périodes les plus prolifiques de ce journal consacré à la musique. Il a depuis cette époque écrit pour un grand nombre de journaux et revues.
Il se fait pour la première fois remarquer lors d'une brève apparition dans un clip du groupe ABC, The Look of Love, mais il n'acquiert sa véritable notoriété qu'en tant que cofondateur, avec Trevor Horn, du label ZTT Records et du groupe de new wave et de musique électronique The Art of Noise.
Morley est à l'origine du premier grand succès de ZTT Records, le lancement du groupe Frankie Goes to Hollywood.

## Sources et références
- (en) Cet article est partiellement ou en totalité issu de l’article de Wikipédia en anglais intitulé « Paul Morley » (voir la liste des auteurs).
- Paul Morley, Nothing, Faber & Faber, 2000  (ISBN 978-0571177998)
- Paul Morley, Words and Music : a history of pop in the shape of a city, Bloomsbury, 2003  (ISBN 0-7475-5778-0)
- Paul Morley, Joy Division : Piece by Piece: Writing About Joy Division 1977-2007, Plexus Publishing, 2007  (ISBN 978-0859654043)